# David Lama
Pour les articles homonymes, voir Lama.
David Lama, né le 4 août 1990 à Innsbruck en Autriche et mort le 16 avril 2019 au parc national de Banff (Canada), est un grimpeur autrichien. 

## Biographie
David Lama est né d'un père népalais et d'une mère autrichienne. Il commence à grimper très jeune et s'affirme d'un niveau exceptionnel : à 10 ans il est dans le 8a, à 11 ans dans le 8b, et à 12 dans le 8c. En 2005, à 14 ans il réussit No Future, une voie cotée 8c+ à Céüse, Hautes Alpes, France. En 2010 avec Peter Ortner il grimpe Bellavista (8c) aux Dolomites, dans la Cima Ovest. En 2015 avec Corey Rich il ouvre une nouvelle voie, Avaatara 9a, au Liban dans le gouffre des Trois Ponts.
Rapidement il devient également un alpiniste de très haut niveau dans des grandes voies, répétées ou nouvelles, sur tous les terrains (Amériques, Himalaya …); aussi bien en style alpin avec partenaire(s) qu'en solo, là où il réalisera plusieurs exploits retentissants qui le feront entrer dans le panthéon des « alpinistes de légende ». Ainsi en 2010 il répète la voie Arnaud Petit, 8b, au Grand Capucin, massif du Mont Blanc, France. En 2012 avec Peter Ortner il libère en style libre la voie Maestri dite voie du compresseur, au Cerro Torre (Patagonie), la 3e tentative étant la bonne. Il a reçu une mention spéciale au Piolet d'Or 2013 pour cette ascension.
En 2013 avec Dani Arnold au Moose's Tooth en Alaska, il crée une nouvelle voie de grande ampleur (1 500 m), Bird of Prey, cotée 6a / M7+ / 90° / A2. En octobre 2018 un des derniers sommets vierges de l'Himalaya, le Lunag Ri (6 907 m), à la frontière népalo-tibétaine, est gravi par son arête ouest en solo, ce qui constitue probablement un de ses exploits les plus extrêmes. (N.B. : il existe une vidéo de cette ascension réalisée par Sean Haverstock avec un drone, ce qui est aussi une grande première à ces altitudes.) David Lama avait déjà tenté cette ascension avec Conrad Anker en 2015 et 2016; la 2e fois aurait pu être dramatique car l'Américain avait été victime d'une crise cardiaque en haute altitude, et la descente en rappels au camp de base pour le sauver fut très délicate.
Le 16 avril 2019, David Lama est porté disparu, et présumé mort, alors qu'il tentait, avec les alpinistes Jess Roskelley et Hansjörg Auer, la première répétition de la voie M16 ouverte en 1999 par Barry Blanchard, Scott Backes et Steve House, sur le Howse Peak (3 295 m) au Canada,.
Un Piolet d'or posthume lui est décerné le 23 septembre 2019 pour son ouverture au Lunag Ri en 2018. 

## Palmarès

### Championnats du monde
- 2009 à Qinghai,  Chine
  -  Médaille de bronze en difficulté

### Championnats d'Europe
- 2006 à Birmingham,  Royaume-Uni
  -  Médaille d'or en bloc
- 2006 à Iekaterinbourg,  Russie
  -  Médaille d'or en difficulté